# Norbert Ringels
Norbert Ringels (16 settembre 1956) è un ex calciatore tedesco, di ruolo difensore.

## Carriera
Con il Borussia Mönchengladbach vinse la Bundesliga nel 1976 e nel 1977 e la Coppa UEFA nel 1979.

## Palmarès

### Giocatore

#### Competizioni nazionali
- Campionato tedesco: 2

Borussia Mönchengladbach: 1975-1976, 1976-1977

#### Competizioni internazionali
- Coppa UEFA: 1

Borussia Mönchengladbach: 1978-1979